# نيري كاردوزو
نيري كاردوسو (بالإسبانية: Neri Cardozo)؛ مواليد 8 أغسطس 1986 في الأرجنتين، هو لاعب كرة قدم أرجنتيني يلعب لنادي مونتيري كلاعب وسط. بدأ نيري كاردوسو مسيرته الرياضية عام 2004 مع إنديبيندينتي ريبادابيا في مدينة ميندوسا. و هو حاصل على الجنسية المكسيكية منذ 2013.

## مسيرته الكروية
لعب نيري كاردوسو خلال مسيرته الاحترافية مع 6 أندية في عشرون موسمًا وسجل خلالها 52 هدفًا ضمن 444 مباراة. حيث فاز في موسم واحد بالكأس وفي ستة مواسم بالدوري.
خاض نيري كاردوسو مسيرته مع نادي بوكا جونيورز في موسم 2003–04 ليلعب معه ستة مواسم، مشاركًا في 134 مباراة سجل خلالها 20 هدف. ثم انتقل إلى نادي تشياباس في موسم 2008–09 ولمدة موسمين، حيث شارك في 23 مباراة ولم يسجل أي هدف. لينتقل بعدها إلى نادي مونتيري في موسم 2009–10 ليلعب معه ثمانية مواسم، مشاركًا في 208 مباراة سجل خلالها 27 هدفًا. ثم انتقل إلى نادي كيريتارو في موسم 2016–17 لمدة موسم واحد، مشاركًا في 31 مباراة سجل خلالها 4 أهداف. هذا وانتقل لاحقًا إلى نادي راسينغ في موسم 2017–18 ولمدة موسمين، مشاركًا في 27 مباراة ولم يسجل أي هدف. ثم انتقل بعدها إلى نادي ديفنسا خوستيكا في موسم 2019–20 لمدة موسم واحد، مشاركًا في 21 مباراة سجل خلالها هدفًا واحدًا.

## الجوائز والإنجازات

### الإنجازات مع النادي أو المنتخب
| النادي أو المنتخب                         | البطولة                          | مرات الفوز | الأعوام أو المواسم |
| ----------------------------------------- | -------------------------------- | ---------- | ------------------ |
| بوكا جونيورز                              | كأس أمريكا الجنوبية              | 2          | 2004، 2005         |
| منتخب الأرجنتين لكرة القدم لأقل من 20 سنة | كأس العالم لكرة القدم تحت 20 سنة | 1          | 2005               |
| بوكا جونيورز                              | دوري الدرجة الأولى الأرجنتيني    | 3          | 2005، 2006، 2008   |
| بوكا جونيورز                              | كأس أمريكا الجنوبية الممتازة     | 3          | 2005، 2006، 2008   |
| بوكا جونيورز                              | كأس ليبرتادوريس                  | 1          | 2007               |
| نادي مونتيري                              | الدوري المكسيكي لكرة القدم       | 1          | 2010               |
| نادي مونتيري                              | دوري أبطال الكونكاكاف            | 3          | 2011، 2012، 2013   |

## وصلات خارجية
- هذه المقالة غير مرتبط بويكي بيانات

صفحة نيري كاردوسو من موقع transfermarkt